# Carlo Fregosi
Carlo Fregosi (Savona, 15 de outubro de 1890 — Savona, 13 de novembro de 1968) foi um ginasta italiano que competiu em provas de ginástica artística pela nação.
Fregosi é o detentor de duas medalhas olímpicas, conquistadas em diferentes edições. Na primeira, em 1912, nos Jogos de Estocolmo fo o vencedor da prova coletiva ao lado de seus dezessete companheiros de equipe. Oito anos mais tarde, nas Olimpíadas da Antuérpia, saiu-se novamente vencedor na prova por times.